# Katsutomo Oshiba
Katsutomo Oshiba (født 10. maj 1973) er en tidligere japansk fodboldspiller.
Han har spillet for flere forskellige klubber i sin karriere, herunder JEF United Ichihara.